# Geelwangzanger
De geelwangzanger (Setophaga chrysoparia, synoniem: Dendroica chrysoparia) is een zangvogel uit de familie der Parulidae (Amerikaanse zangers). Het is een bedreigde, endemische vogelsoort in Texas (Verenigde Staten).

## Kenmerken
De vogel is 12,5 cm lang. Het volwassen mannetje heeft een overwegend gele kop met een smalle zwarte, lange oogstreep en een zwarte kruin. Het zwart van de oogstreep en de kruin raken elkaar achter op de nek. De vleugels zijn zwart met een dubbele witte vleugelstreep. De kin en de borst zijn donker gevlekt, de buik is wit. Het vrouwtje is wat minder bont gekleurd en heeft minder zwarte strepen op de kin en borst en is van boven meer olijfkleurig bruin.

## Verspreiding en leefgebied
Deze soort is endemisch in het zuidelijke deel van Midden-Texas. De leefgebieden zijn een bepaald type bos dat bestaat uit eiken en jeneverbessen in berg- en heuvelig terrein tussen de 200 en 2250 meter boven zeeniveau. De vogels overwinteren in een veel groter gebied dat zich uitstrekt van Texas, via Mexico tot in Nicaragua.

## Status
De geelwangzanger heeft een beperkt verspreidingsgebied en daardoor is de kans op uitsterven aanwezig. De grootte van de populatie is lastig te kwantificeren en fluctueert enorm in aantallen. Zeker is dat de populatie-aantallen nemen afnemen habitatverlies. Het leefgebied wordt aangetast door ontbossing waarbij natuurlijk bos wordt versnipperd en omgezet in gebied voor agrarisch gebruik en menselijke bewoning. Om deze redenen staat deze soort als bedreigd op de Rode Lijst van de IUCN.